# Бушо, Давид
Давид Бушо Эскаброс (кат. David Buxo Escabros; 16 июня 1981) — андоррский футболист, полузащитник. Выступал за клуб «Андорра» и национальную сборную Андорры.

## Биография

### Клубная карьера
Воспитанник клуба «Андорра» из столицы одноимённого княжества. С 1998 года по 2012 год выступал за команду в низших дивизионах Испании.

### Карьера в сборной
В составе юношеской сборной Андорры до 19 лет выступал с 1997 года по 1999 год, сыграв в составе команды в пяти играх.
4 сентября 1999 года дебютировал в национальной сборной Андорры в отборочном матче чемпионата Европы 2000 против Исландии (0:3), главный тренер Давид Родриго выпустил Бушо в конце игры на 90 минуте вместо Агусти Поля. 6 февраля 2000 года провёл свой единственный матч на турнире Ротманс, который проходил на Мальте. Давид сыграл против Албании (0:3), выйдя на 71 минуте вместо Эмилиано Гонсалеса.
Свой последний, третий матч за сборную провёл спустя три года. 13 июня 2003 года в товарищеской встречи против Габона (0:2), главный тренер выпустил его на 90 минуте вместо Хусто Руиса.